# ریش‌بزی (سرده)
ریش‌بزی (نام علمی: Aruncus) نام یک سرده از زیرخانواده پیچ‌وشان است.